# Acraea mycenaea
Acraea mycenaea är en fjärilsart som beskrevs av Jacob Hübner 1816. Acraea mycenaea ingår i släktet Acraea och familjen praktfjärilar. Inga underarter finns listade i Catalogue of Life.